# Annalisa Minetti
Annalisa Minetti (Rho, 27 dicembre 1976) è una cantautrice, atleta paralimpica e modella italiana; parallelamente svolge anche attività come scrittrice, conduttrice televisiva, autrice televisiva, attrice e doppiatrice.
Incoronata "Miss Lombardia", partecipa quindi a Miss Italia 1997 dove si classifica settima e vince "Miss Azira Ragazza in Gambissime". Trionfa al Festival di Sanremo 1998 con Senza te o con te sia nella sezione Giovani sia nella sezione Campioni, cosa che la porta a essere l'unica artista ad aver ottenuto tale risultato nello stesso anno. Partecipa nuovamente al Festival di Sanremo 2005 in coppia con Toto Cutugno, il duo si classifica secondo e vince nella sezione Classic. Ritorna al Festival di Sanremo nel 2008 nella serata dei duetti per duettare con Toto Cutugno.
Nel 2012 conquista la medaglia di bronzo nei 1500 metri alle paralimpiadi di Londra, stabilendo il record del mondo della categoria ciechi (le due atlete che l'hanno preceduta erano ipovedenti poiché non vi erano distinzioni tra disabilità visive). Nello stesso anno conquista anche la medaglia di bronzo ai Campionati europei di atletica leggera paralimpica 2012. L'anno successivo conquista la medaglia d'oro ai campionati del mondo di atletica leggera paralimpica 2013 negli 800 metri ottenendo il nuovo record del campionato.
Viene insignita con medaglie al valore atletico e viene nominata Cavaliere dell'Ordine al merito della Repubblica italiana.
Nel 2015 gareggia ai campionati del mondo di paraciclismo su strada in Svizzera. Nel 2017 alla Maratona di Roma conquista la medaglia d'oro e stabilisce il record come migliore prestazione europea nella categoria T11 sui 42 km, anche la prestazione nella mezza maratona di Roma-Ostia sui 21 km la porta a conquistare la medaglia d'oro e quindi raggiunge i vertici mondiali della propria categoria.
Negli anni ha scritto vari libri (di cui uno scritto insieme a Manuela Villa) e ha partecipato a vari talent show sia come concorrente, in particolare a Music Farm, Tale e quale show o Ora o mai più, sia come giurata del muro, in particolare a All Together Now - La musica è cambiata.
Dal 2020 Annalisa Minetti è responsabile nazionale pluridisabilità ACSI (Associazione Centri Sportivi Italiani) e dal 2025 è membro del Consiglio Nazionale del Comitato Italiano Paralimpico (CIP).

## Biografia

### Carriera artistica, televisiva e da modella

#### Gli esordi
A 5 anni si avvicina alla danza, disciplina che studierà e praticherà per molti anni; in particolare ha praticato danza classica per dodici anni sotto l'insegnamento di insegnanti francesi. Si dedica, inoltre, alla musica; all'inizio degli anni novanta fonda un duo col quale si esibisce come cantante di pianobar in Lombardia. Nel frattempo, nel 1994 partecipa a Karaoke su Italia 1. L'anno dopo esordisce discograficamente con i "Perro Negro" con il singolo Metti un lento; il gruppo tenta la partecipazione nella sezione "Nuove Proposte" del Festival di Sanremo, ma viene eliminato nella selezione autunnale di Sanremo Giovani 1995. Dopo questa esperienza il gruppo si scioglie.
A 18 anni scopre di essere ammalata di retinite pigmentosa e degenerazione maculare, malattie che la porteranno gradualmente alla cecità; sarà anche la prima ragazza al mondo con tale deficit a partecipare a un concorso di bellezza. Nel 1996 posa per un fotoromanzo, per la sceneggiatura di Carlo Pedrocchi, pubblicato dal settimanale francese Nous Deux. Proseguendo l'attività di cantante partecipa al concorso di Miss Lombardia vincendolo.
Inoltre è iscritta alla SIAE (Società Italiana degli Autori ed Editori) dove sono presenti opere in cui Annalisa è sia autrice del testo sia compositrice. Da quando ha intrapreso la carriera di cantante, Annalisa, si esibisce costantemente in tour e concerti che l'hanno portata a calcare palchi in tutto il mondo. Oltre che in Italia, si è esibita in Nord America, principalmente negli Stati Uniti e in Canada; in Sud America, principalmente in Argentina, Cile e Venezuela; ma anche in Russia, in Slovenia, in Ucraina e in Egitto. Inoltre, fin dagli esordi, organizza o prende spesso parte a eventi e concerti di beneficenza o dedicati al sociale.

#### Fine anni '90
Partecipa a Miss Italia 1997, nonostante fosse data molto favorita, si classifica al 7º posto e viene proclamata Miss Azira Ragazza in Gambissime 1997. Viene considerata la vincitrice morale e il patron Enzo Mirigliani le fa, inoltre, cantare Caruso accompagnata al piano da Fabrizio Frizzi, conduttore di Miss Italia. Inoltre, sempre nello stesso anno, sfila, tra l'altro, per Gattinoni durante Donna sotto le stelle; evento, promosso dalla Camera nazionale della moda italiana, svoltosi a Roma, in Piazza di Spagna che chiudeva la settimana della moda romana dell'alta moda.
Vince Sanremo Giovani 1997 con la canzone L'eroe che sei tu, cover in italiano di Hero di Mariah Carey. Esordisce, quindi, nel 1998 al 48º Festival di Sanremo con il brano Senza te o con te che si piazza al primo posto sia nella sezione Giovani sia nella sezione Campioni. Il regolamento di quell'anno prevedeva che gli interpreti delle prime tre canzoni classificate nella sezione giovani gareggiassero anche nella categoria Big e, dunque, Annalisa riuscì a imporsi vincendo anche tra i Big; cosa che la porta a essere l'unica artista ad aver ottenuto tale risultato nello stesso anno. Del singolo viene realizzata anche una versione per il mercato sudamericano dal titolo Junto a ti o sin ti. A seguito del suo trionfo al festival viene inserita la targa a lei dedicata in via Matteotti, la Walk of Fame di Sanremo.
Con la vittoria al Festival di Sanremo pubblica, anche il suo album di esordio, Treno blu, disco d'oro con oltre 50 000 copie vendute in una sola settimana. Dell'album viene realizzata anche una versione per il mercato sudamericano dal titolo Tren azul. Intraprende una serie di concerti in tutta Italia e Sud America (soprattutto Argentina, Cile e Venezuela). In Cile, nel 1999, partecipa al Festival di Viña del Mar dove le viene assegnato il premio "Arancia d'oro".
Nel 1998 pubblica il singolo Credi, credi, partecipa a Un disco per l'estate con Mi spengo senza te e a Sanremo Top dove si classifica terza. Nel 1999 pubblica il suo secondo album, Qualcosa di più, e i singoli Due mondi e La luce in me; nello stesso anno vince il "Premio Mia Martini".

#### Gli anni 2000

##### 2000–2004
Nel 2000 pubblica i singoli Inequivocabilmente tu e La prima notte. Nel 2000 esordisce come attrice, con la prima al Teatro Smeraldo di Milano, nel musical Beatrice & Isidoro nei panni della protagonista Beatrice, ruolo che la vede anche come ballerina e in acrobazie anche con il monopattino; il musical, che va in scena anche nel 2001, è per la regia di Franco Miseria e Maurizio Colombi.
Nel dicembre del 2000 conduce con Al Bano e Giovanna Milella il Giubileo dei disabili in diretta su Rai 3 dal Vaticano; durante l'evento si è esibita davanti a papa Giovanni Paolo II, cantando L'ancella del Signore, brano sul tema dell'Avvento. Nel 2001 prende parte alla sitcom Very Strong Family 7 con il duo comico Manuel & Kikka su Telenorba.
Nel 2004, Annalisa partecipa alla prima edizione di Music Farm, perde la sfida, che l'avrebbe fatta accedere alla finale, in favore del vincitore Riccardo Fogli. Nello stesso anno partecipa a 50 Canzonissime Sanremo.

##### 2005–2009
Nel 2005 partecipa in coppia con Toto Cutugno al 55º Festival di Sanremo con il brano Come noi nessuno al mondo classificandosi al 1º posto nella sezione "Classic" e al 2º posto nella classifica generale. Durante la quarta serata, la serata dei duetti, il brano è stato eseguito in trio con la partecipazione di Rita Pavone. Annalisa intraprende con Toto Cutugno una tournée che ha registrato il tutto esaurito; si sono esibiti in Nord America, soprattutto negli Stati Uniti e in Canada, specialmente alle cascate del Niagara.
Nel 2005, inoltre, doppia il personaggio di Iris nel film d'animazione Yo-Rhad - Un amico dallo spazio, per la regia di Vittorio Rambaldi e Camillo Teti. Sempre nello stesso anno pubblica il singolo Vita vera e, insieme a Toto Cutugno, prende parte in Germania a Melodien für Millionen, su ZDF. Nel 2006 pubblica i singoli Stelle sulla terra, Fammi fuori e Il cielo dentro me; nello stesso anno è in tour in Russia con Toto Cutugno.
Tra il 2006 e il 2007 è impegnata con lo spettacolo Gospel italiano, una serie di concerti tenuti con Marcello Cirillo e Manuela Villa; nel 2007 lo stesso trio è impegnato in una serie di concerti, si tratta dello spettacolo Cinema cinema… canzoni dal grande schermo.
Nel 2007, su Rai 1, vince Sanremo dalla A alla Z; nello stesso anno viene pubblicato il singolo Scintilla d'anima. Nel luglio 2007 duetta in un concerto con Claudio Baglioni, partecipa anche alla V edizione di O' Scià, festival ideato dallo stesso Baglioni. Nell'ultimo trimestre dello stesso anno, ancora in attesa del suo primogenito, posa per alcune foto insieme ad altre donne famose incinte, che saranno pubblicate in due calendari i cui proventi andranno in beneficenza. Nello stesso anno prende parte alla 25ª edizione di Napoli prima e dopo, festival a cui prenderà parte anche le due edizioni successive. Sempre nel 2007 riceve la targa de "Il compleanno della vita" come premio per la vita che nasce.
Partecipa al Festival di Sanremo 2008, in occasione della serata dei duetti, duettando con Toto Cutugno il brano Un falco chiuso in gabbia. Nel 2008 si è esibita anche in Egitto e Slovenia.
Nel 2009 ha partecipato al disco di Claudio Baglioni Q.P.G.A., duettando il brano Buon viaggio della vita. Nello stesso anno prende parte anche alla VII edizione di O' Scià.
Il 21 giugno 2009 partecipa ad Amiche per l'Abruzzo, il megaconcerto di iniziativa benefica tenutosi allo stadio Giuseppe Meazza di San Siro a Milano, voluto e organizzato da Laura Pausini. Annalisa partecipa cantando Non voglio mica la luna con Fiordaliso e Il mio canto libero con le altre artiste aderenti.
Nello stesso anno partecipa, vincendo, al programma televisivo Dimmi la verità; prende parte anche al 52º Zecchino d'Oro. Sempre nel 2009, inoltre, pubblica l'album Questo piccolo grande amore e prende parte allo spettacolo Gospel per la pace insieme a Marcello Cirillo, Manuela Villa e altri, esibendosi in concerti alcuni dei quali tenuti nelle principali cattedrali di Roma. Costantemente in tour, il 2009 vede Annalisa calcare dei palchi anche in Russia.
Nel 2009, inoltre, prende parte con il brano Scintilla d'anima al disco Guarda le mie mani, progetto di solidarietà voluto da Claudia Koll.

#### Gli anni 2010

##### 2010–2012
Nel 2010 partecipa all'11º Festival della nuova canzone siciliana col brano Nun ti bastu, cantato in siciliano, nella categoria Premio Sicilia. Nello stesso anno prende parte a I raccomandati e ad Attenti a quei due - La sfida. Il 22 giugno 2010, a un anno di distanza dal megaconcerto di Amiche per l'Abruzzo, viene pubblicato il doppio DVD intitolato analogamente Amiche per l''bruzzo. Nel 2010, inoltre, calca i palchi in Ucraina, in particolare si esibisce a Kiev in concerto con Toto Cutugno e Giacomo Celentano, figlio di Adriano Celentano e Claudia Mori.
Nel 2011 pubblica il singolo Mordimi, prende parte a La nave di Capodanno ed è nel cast del cortometraggio The Perfect Machine per la regia di Alberto Nacci. Nel 2012 pubblica il singolo Ho bisogno, l'album Nuovi giorni e il libro Iride. Veloce come il vento. Nello stesso anno prende parte a Tutti a scuola, cerimonia d'apertura annuale di ogni anno scolastico, ed è tra gli ospiti di Miss Italia 2012.
Nel 2012, inoltre, a Hollywood incide Crederai come colonna sonora per il film All You Can Dream, film che vede per la prima volta sul grande schermo Anastacia; nell'edizione DVD sono presenti contenuti di approfondimenti come videoclip con Annalisa. In più, a Broadway, New York, prende parte al "New York Italian Music Festival".
Sempre nello stesso anno sfila per il brand "Domani", sfilando anche alla settimana della moda di Milano. In più, nel 2012, durante il "Capri Hollywood - The International Film Festival" è stata insignita dell'"Italian Icons Award" per il suo impegno nella promozione dei valori della vita e dell'italianità nel mondo. Nello stesso anno viene premiata al Palazzo Senatorio in piazza del Campidoglio, dall'allora sindaco di Roma Gianni Alemanno, con la "Medaglia del Natale di Roma". Inoltre, sempre nel 2012, la sua storia viene inserita nel libro Storie di sport, storie di donne di Giovanni Malagò con Nicoletta Melone.

##### 2013–2015
Nel 2013 duetta con Toto Cutugno nel singolo Ancora vita, brano composto per celebrare il 40º anniversario della fondazione Associazione italiana per la donazione di organi (AIDO). Nello stesso anno collabora all'album Canti di lode e adorazione in cui prende parte all'interpretazione dei brani Grande è il nostro Dio e Da quando ci sei; i proventi sono stati destinati a delle missioni in Uganda. Inoltre, sia nel 2013 sia nel 2014, è la madrina della Giostra cavalleresca, rievocazione storica di epoca rinascimentale che si svolge a Sulmona.
Nel 2014 riceve il "Premio Internazionale D'Angiò" per la musica e lo sport; nello stesso anno recita nel cortometraggio Alcolista per sopportazione per la regia di Antonio Zitiello.
Nel 2015 pubblica il singolo L'amore non cambia e prende parte a Nella memoria di Giovanni Paolo II e a MilleVoci. Sempre nel 2015 Annalisa, tra i palchi calcati nei suoi concerti, calca i palchi del Canada. In più, nel nello stesso anno, è tra i protagonisti del libro Campioni di vita: si tratta di un volume che raccoglie sedici storie di uomini e donne che sono sia campioni nello sport sia nella vita; tra queste, appunto, anche la storia di Annalisa. Inoltre nel 2015, durante il "Festival Internazionale - Tulipani di seta nera", riceve il "Premio Sorriso Diverso" che le viene consegnato da Franco Bettoni, presidente dell'Associazione nazionale fra lavoratori mutilati e invalidi del lavoro (ANMIL) e della Federazione tra le associazioni nazionali delle persone con disabilità (FAND), per regalare con le sue canzoni tanti sorrisi, senza dimenticare lo sfondo, le difficoltà e le diversità. Sempre nello stesso anno riceve il Premio Marcello Sgarlata per essersi contraddistinta per atti di coraggio, per l'audacia e la forza d'animo manifestate nelle situazioni più difficili di vita senza mai porsi alcun limite.

##### 2016–2019
Nel 2016 conduce, insieme a Rudy Zerbi, Oltre il limite - Giubileo dei malati e dei disabili e prende parte a MilleVoci. Nello stesso anno, durante il "Festival della canzone romana", riceve il "Premio alla Romanità".
Dal 2016 al 2018 conduce, con Chiara Valentini, Never Give Up su Automoto TV in onda su Sky; programma sportivo di cui le due sono anche autrici.
Nel 2017 pubblica il libro Io rinasco; al progetto hanno contribuito Michelle Hunziker, Amadeus, Max Laudadio, Gianluca Nicoletti, Cinzia TH Torrini e Giovanni Malagò. Viene pubblicato anche un brano omonimo il cui video musicale ha la regia di Cinzia TH Torrini. Sempre nello stesso anno riceve il premio alla carriera, il "Premio Internazionale Padre Pio da Pietrelcina" per essersi distinta in campo sociale e il Premio AILA "Progetto Donna" per essere una donna che, nella sua attività, si è distinta in campo sociale a favore del genere femminile. Inoltre, dal 2017, con la collaborazione di vari chef, Annalisa organizza degli show, Sapori d'Italia, consistenti in delle cene sensoriali.
Sempre nel 2017 partecipa come concorrente alla settima edizione di Tale e quale show in cui si classifica seconda nella classifica generale e vince nella categoria Donne. Interpreta diversi personaggi della musica internazionale, vince le puntate con imitazioni come LP, Céline Dion o Mia Martini, in particolare con quest'ultima fa registrare il picco d'ascolto al programma; Annalisa ha portato sul palco, ottenendo sempre il plauso e l'apprezzamento dei giudici e del pubblico, anche personaggi come Liza Minnelli, Lara Fabian, Barbra Streisand, Anastacia o Chiara. Prende parte anche ala sesta edizione di Tale e quale show - Il torneo dove si cimenta in esibizioni che l'hanno fatta salire anche sul podio; spazia da Alessandra Amoroso a Cyndi Lauper a Cristina D'Avena.
Nel dicembre del 2017, a Roma, prende parte a Esserci sempre… con musica e parole, evento della Polizia di Stato, presentato da Carlo Conti, a cui erano presenti il Capo della Polizia Franco Gabrielli e il ministro dell'interno Marco Minniti. L'evento, oltre che sottolineare l'impegno quotidiano dei membri della Polizia di Stato, è stato l'occasione per ricordare e approfondire due importanti argomenti: la ricorrenza del 25º anniversario della strage di Capaci e della strage di via D'Amelio, e il triste fenomeno della violenza contro le donne.
Il 27 dicembre 2017 a Palazzo Giustiniani a Roma Annalisa prende parte alla celebrazione del 70º anniversario della Costituzione della Repubblica Italiana; inoltre il Senato della Repubblica realizza anche un video dal titolo Di sani principi che vede Annalisa tra i protagonisti.
Nello stesso periodo scrive il Motivazionario: si tratta di una collana di dodici libri; i volumi hanno per titolo dodici parole chiave come ad esempio Amore o Equilibrio. Il termine "motivazionario" è la crasi fatta da Annalisa tra i termini "motivazionale" e "dizionario".
Nel 2018 pubblica il singolo Dove il cuore batte e, insieme ad alcuni concorrenti della settima edizione di Tale e quale show, quali Edy Angelillo, Valeria Altobelli e Federico Angelucci, prende parte al BCT - Festival nazionale del cinema e della televisione con lo spettacolo Tale e quale show - Uno show… di successo. Habituée del Minturno Musica Estate, nel 2018 viene premiata anche con una targa. In questo periodo, tra i palchi calcati nei suoi concerti, calca anche i palchi del Canada. Nello stesso anno partecipa alla settima edizione di Tale e quale show - Il torneo portando sul palco, ottenendo sempre il plauso e l'apprezzamento dei giudici e del pubblico, personaggi come Amii Stewart, Alice, ma anche uomini come Ivan Graziani; Annalisa ha anche imitato Pink facendo delle acrobazie sospesa in aria.
Nel 2019 partecipa alla seconda edizione di Ora o mai più con il maestro Toto Cutugno. Durante il programma, oltre che esibirsi da sola, ha anche duettato in ogni puntata con Toto Cutugno; ha poi eseguito duetti con Amedeo Minghi, Ivana Spagna, Patty Pravo e con la compagna di squadra Silvia Salemi. Durante la finale ha presentato l'inedito Più in alto. Inoltre nel 2019 le viene conferito il premio giornalistico sportivo "Franco Razionale".
Sempre nello stesso anno prende parte al torneo di Domenica Alive, all'interno di Domenica Live, interpretando Mary Poppins nell'omonimo film; partecipa come concorrente Vip a Il boss delle pizze e collabora all'introduzione e dando voce musicale al libro di Luisa Corna Tofu e la magia dell'arcobaleno. Inoltre nel 2019 Annalisa e il marito Michele Panzarino sono protagonisti del tutorial La ginnastica per tutti trasmesso durante Pomeriggio Cinque. Nel 2019 viene pubblicato, anche in Polonia, il singolo Che sia Natale, duetto con il cantante polacco Krzysztof Antkowiak.

#### Gli anni 2020

##### 2020–2021
Nel 2020 è co-protagonista con Emiliano Malagoli del lungometraggio 50000 passi per la regia di Michelangelo Gratton; nello stesso anno cura la prefazione del libro Continua a correre - un'incredibile storia vera di Emiliano Malagoli. Sempre nel 2020 è tra gli atleti protagonisti del libro Vite da campioni di Elisabetta Mazzeo.
Nello stesso anno, inoltre, vengono pubblicati i singoli Diamanti unici in duetto con Giancarlo Casella e Karol, quest'ultimo omaggia papa Giovanni Paolo II (Karol Józef Wojtyła) e per la data di pubblicazione è stato scelto il 18 maggio 2020, esattamente a 100 anni dalla nascita del papa; il singolo Karol contribuisce alle opere benefiche organizzate dall'Associazione Giovanni Paolo II dell'Arcidiocesi di Trani-Barletta-Bisceglie. Sempre nel 2020 le viene conferito il "Riconoscimento Giovanni Paolo II".
Dal 2020 al 2021 prende parte a Casa Marcello (a cui poi seguirà Casa Marcello Night) di Marcello Cirillo, progetto web trasmesso anche sui canali Teleuniverso, Telemia, Brixia Channel e Calabria Sona; nel programma oltre che per il settore musica, Annalisa cura la rubrica sul fitness Tutto il mondo è palestra, anche con la partecipazione del marito Michele Panzarino. Il 20 aprile viene pubblicato il singolo di beneficenza Il nostro tempo facente parte del progetto Nemico invisibile: Annalisa, coautrice del brano, canta insieme a Mario Biondi, Marcello Sutera (entrambi co-ideatori insieme a lei), Gaetano Curreri, Dodi Battaglia, Petra Magoni, Andrea Callà.
Nel 2021 prende parte all'album Dare di Mario Biondi interpretando il brano Show Some Compassion insieme a Mario Biondi e altri artisti quali Chuck Rolando, Enzo Avitabile, Dodi Battaglia, Sarah Jane Morris, Jeff Cascaro, Alain Clarke, Paulo Gonzo, Luna, Omar e Nick The Nightfly. Nello stesso anno riceve il Premio Città di Roma per "Progetti del cuore", realtà da lei presieduta che è al fianco dei cittadini più deboli, di comuni, enti e associazioni; nello stesso anno Assotutela le conferisce il riconoscimento come "Eccellenza Italiana".
Nel 2021, inoltre, è la testimonial della collezione di esordio nel campo della moda di Claudia Conte, si tratta di una linea di costumi da bagno dal titolo Claudia Conte Collection. Colleziona il tuo Coraggio. Sempre nello stesso anno viene pubblicato il singolo, in duetto con il tenore Jonathan Cilia Faro, L'italiano, cover del brano di Toto Cutugno. A luglio 2021 è protagonista della prima puntata di Storie straordinariamente normali, per la regia di Michelangelo Gratton, docuserie dedicata al mondo della disabilità trasmessa sul canale TV2000.
Nello stesso anno interpreta per l'Associazione Bambino Gesù del Cairo il brano Fratelli; inoltre è la special guest nella rappresentazione teatrale Racconto d'amore con Claudia Conte. Nell 2021 è la testimonial del programma TV Ricette stellate Italy condotto da Claudia Conte su Alma TV; inoltre partecipa a Chef in campo sulla stessa rete.
Nel 2021 entra a far parte del cast della quarta edizione di All Together Now - La musica è cambiata, condotto da Michelle Hunziker in prima serata su Canale 5, come giurata del muro; prende anche parte a All Together Now Kids. Sempre nel 2021 riceve il "Premio Internazionale Medaglia d'Oro Maison des Artistes" per l'esempio rivolto ai giovani e a tutti anche nel superare i limiti e raggiungere traguardi nazionali; pubblica, inoltre, il singolo Invincibili.

##### 2022–2024
Nel 2022 interpreta Io con me, colonna sonora del film Tre sorelle per la regia di Enrico Vanzina; del brano viene realizzato anche un video musicale. Nello stesso anno prende parte, insieme a Luisa Corna, all'Hit Parade Summer Tour di Marcello Cirillo e Demo Morselli. Nel 2022 il singolo Invincibili viene premiato con il "Microfono d'oro" come "Premio solidarietà".
Nel 2022, inoltre, pubblica il singolo Déjà vu accompagnato da un video musicale dove Annalisa Minetti esordisce anche come regista. Nello stesso anno le viene conferito il "Premio internazionale San Giovanni Paolo II - Oscar per la pace". Il 25 novembre 2022 viene pubblicato il romanzo L'ultimo carosello scritto insieme a Manuela Villa ed edito da Armando Curcio Editore. Nel 2022 riceve il "Premio Virgo Raimondo Vianello", manifestazione presentata da Barbara D'Urso. Dal 2022 al 2023, conduce insieme a Stefano Borgia il programma Se ti senti veramente un amico show trasmesso su tivùsat ch55, Sky ch823, Gold TV e Lazio TV.
Nel 2023 pubblica i singoli Nevica, Blu e 1000 presepi a Napoli, i primi due in duetto con il rapper FRE; le viene inoltre riconosciuto il "Premio Virgo SanremoSol Novella 2000", e all'Alifestival il "Premio Alessandro Vessella"; riceve anche il "Premio europeo - The St.Oscar della moda". Dal 2023 al 2024, all'interno del programma BellaMa' su Rai 2, Annalisa cura la rubrica Tutti in tuta.
Nel 2024 pubblica i singoli Torno a Napoli (per cui vince il Premio speciale Roma videoclip 2024 Evergreen Stars) e Volevo nascere a Napoli, quest'ultimo in duetto con Anthony. Nello stesso anno, durante la 38ª edizione di "Sport per la vita", riceve la "Rosa d'argento" - riconoscimento sport e cultura per la vita; sempre nel 2024 riceve il premio "La Fescina" il cui tema dell'XI edizione è stato la pace nel mondo; le viene riconosciuto, durante la VI edizione, anche con il "Premio Abbraccio", riconoscimento di AGedO Roma per essersi distinti per l'impegno sociale nei confronti della comunità LGBTQI+. Nel maggio 2024, prende parte allo spot tv sulla sclerosi multipla regia di Mirko Mascioli. Il 26 luglio 2024 pubblica il singolo Diversamente pazzesca in concomitanza con l'inizio delle Olimpiadi di Parigi 2024; nello stesso anno esce il singolo Panico in collaborazione con FRE e Xonous.
Scrive la postfazione del libro Guardami - La bellezza dal mio punto di vista pubblicato dalle Edizioni Pendragon.

##### 2025–presente
Nel 2025 pubblica il singolo Come il Jazz feat. Danny Losito.

### Vita privata
Di origini greche, è figlia di un membro della Polizia di Stato e nipote di un volontario di guerra della seconda guerra mondiale insignito con la medaglia all'onore per aver salvato delle donne incinte facendole fuggire; suo nonno ha anche visto la realtà del campo di concentramento di Auschwitz.
A 12 anni si manifestano i primi sintomi di un deficit visivo. A 18 anni, mentre studiava per la patente di guida, scopre di essere malata di retinite pigmentosa e degenerazione maculare, malattie che la porteranno gradualmente alla cecità, infatti a 21 anni smette di vedere e a 36 perde anche la percezione delle ombre.
Annalisa si diploma nel 1995 in ragioneria. 
Il 7 giugno 2002 si sposa a Napoli, nella chiesa di Sant'Antonio a Posillipo, con il calciatore napoletano Gennaro Esposito; la loro relazione termina nel 2013. Il 3 gennaio 2008 la coppia ha avuto un figlio: è nato, a Roma, Fabio Massimiliano a cui Annalisa dedica il singolo Scintilla d'anima. Nel frattempo, nel 2006 prende una laurea honoris causa in scienze della comunicazione.
Annalisa, milanese di nascita e romana d'adozione, dal 2014 inizia una relazione con Michele Panzarino, professore e ricercatore scientifico universitario in Tecnologie della Riabilitazione e fisioterapista pugliese, autore anche di vari libri; oltre che presidente dell'ANCS (Accademia Nazionale di Cultura Sportiva) e responsabile dell'Active Ageing dell'ACSI (Associazione Centri Sportivi Italiani). Il 9 ottobre 2016 la coppia si sposa a Torgiano, nel castello di Rosciano; la loro relazione termina nel 2025. Il 29 marzo 2018 la coppia ha avuto una figlia: nasce a Roma Elèna Francesca a cui Annalisa dedica il singolo Dove il cuore batte. A seguito della nascita di sua figlia, Annalisa sceglie di conservare a Lisbona, in Portogallo, il cordone ombelicale in quanto rappresenta la speranza di poter tornare a vedere grazie allo studio e alla ricerca sulle cellule staminali. 
Il 10 giugno 2018 presso il Cinecittà World a Roma celebra il matrimonio tra l'attrice Cosetta Turco e Robert James Perilli.
Dal 2021 Annalisa Minetti si avvale di un sistema di visione artificiale israeliano: si tratta di una piccola smart camera wireless, posizionata sulla stanghetta della montatura degli occhiali scelti da lei, che trasmette agli auricolari bluetooth le immagini che processa: riconosce volti, denaro, colori, codici a barre, prodotti e testi.
Nel 2023 prende la laurea honoris causa in mediazione socio-culturale e scienze sociali per la cooperazione e lo sviluppo. L'anno dopo si laurea in scienze motorie con 110 e lode. Prosegue, poi, con un master universitario in psicologia dello sport.

### Filantropia
Annalisa Minetti da sempre aderisce a molte iniziative di solidarietà e di beneficenza, sia come artista sia come atleta.
È testimonial della sezione italiana dell'Agenzia internazionale per la prevenzione della cecità (IAPB). Inoltre sostiene il service "Due occhi per chi non vede" del Lions Clubs International che consiste nell'addestramento e nella donazione gratuita di cani guida alle persone che ne hanno bisogno. Oltre a ciò, è al fianco di Christian Blind Mission (CBM) e sostiene "Fundaciòn Aprecia" a Santa Cruz de la Sierra in Bolivia, Stato sudamericano in cui è stata personalmente per sostenere la causa, cioè la cura e la prevenzione della cecità e delle patologie visive; in particolare, nel 2009, ha collaborato a una campagna che si prefissava di restituire la vista a oltre 30 000 donne in Bolivia.
Sostiene Telethon, prende parte a iniziative per sostenere l'AIRC (Associazione italiana per la ricerca sul cancro), Auser e altre realtà simili.
Nell'ultimo trimestre del 2007, in attesa del suo primogenito, Fabio, posa per alcune foto insieme ad altre donne famose in dolce attesa, che vengono pubblicate in due calendari (uno dei due è intitolato La gioia di vivere) i cui sono stati devoluti in beneficenza; i ricavati andranno a sostenere organizzazioni come la Croce Rossa. Nello stesso periodo riceve la targa de "Il compleanno della vita" come premio per la vita che nasce.
Nel 2009 ha partecipato ad Amiche per l'Abruzzo il cui scopo è stato raccogliere fondi per aiutare le popolazioni colpite dal terremoto dell'Aquila del 6 aprile 2009. Nello stesso anno prende parte al disco Guarda le mie mani; si tratta di un progetto di solidarietà voluto da Claudia Koll volto alla costruzione de "La Piccola Lourdes", un centro destinato all'accoglienza e alle cure in Burundi, Stato africano dove Annalisa è andata personalmente per l'iniziativa insieme a Claudia Koll.
Annalisa sostiene anche "Doppia Difesa", fondazione ONLUS, fondata da Michelle Hunziker insieme all'avvocata e parlamentare Giulia Bongiorno, per assistere le donne vittime di discriminazioni, violenze o abusi.
Nel 2013 duetta con Toto Cutugno nel singolo Ancora vita, brano composto per celebrare il 40º anniversario della fondazione Associazione italiana per la donazione di organi, tessuti e cellule (AIDO). Nello stesso anno collabora all'album Canti di lode e adorazione in cui prende parte all'interpretazione dei brani Grande è il nostro Dio e Da quando ci sei; i proventi sono stati destinati a delle missioni in Uganda.
Annalisa è presidente sia di "Europa servizi" sia di "Servizi di solidarietà". È anche presidente di "Progetti del cuore", e "Cuore in comune" la vede al fianco di Maurizio Costanzo alla presidenza. Si tratta di realtà che hanno reso possibile centinaia di progetti sociali (come la fornitura di mezzi attrezzati per il trasporto disabili e defibrillatori) e che sostengono enti, comuni, associazioni e aiutano gli animali. Annalisa Minetti nel 2021 viene premiata per "Progetti del cuore" con il Premio Città di Roma dall'Organizzazione per l'educazione allo sport (OPES).
Aderisce ai propositi di promozione socio-solidale sostenuti dal Dipartimento dell'amministrazione penitenziaria, retto dal presidente Francesco Basentini, attraverso dei concerti svolti nelle prigioni, il primo concerto viene svolto nel 2019 nel carcere di Rebibbia a Roma.
Nel 2020 viene pubblicato il singolo, a cui prende parte anche Annalisa, Il nostro tempo facente parte del progetto Nemico invisibile; il ricavato viene devoluto ad Auser, associazione che, anche, durante la pandemia di COVID-19 porta avanti iniziative di sostegno per le persone più fragili, sole e anziane. Nello stesso Annalisa pubblica il singolo Karol che contribuisce alle opere benefiche organizzate dall'Associazione Giovanni Paolo II dell'Arcidiocesi di Trani-Barletta-Bisceglie.
Nel 2021 interpreta per l'Associazione Bambino Gesù del Cairo il brano Fratelli. Nel 2022 le viene conferito il "Premio internazionale San Giovanni Paolo II - Oscar per la pace".
Il 25 novembre 2022 viene pubblicato il romanzo L'ultimo carosello scritto insieme a Manuela Villa ed edito da Armando Curcio Editore. Lo stesso giorno ricorre anche la Giornata internazionale per l'eliminazione della violenza contro le donne; il romanzo tratta della storia di sei donne. Nel 2024 è protagonista dello spot TV sulla sclerosi multipla.

### Riconoscimenti
Incoronata "Miss Lombardia", si classifica settima a Miss Italia 1997 e fu proclamata Miss Azira Ragazza in Gambissime 1997.
Dopo la sua vittoria al Festival di Sanremo 1998, sia nella categoria Giovani sia in quella Campioni vincendo quindi due Leoni di Sanremo, Annalisa Minetti, ha la sua targa in via Matteotti, la Walk of Fame di Sanremo, dedicata, appunto, alla sua vittoria. Nel 1999 vince il "Premio Mia Martini" e al Festival di Viña del Mar le viene assegnato il premio "Arancia d'oro".
Nell'ultimo trimestre del 2007, in attesa del suo primogenito, Fabio, riceve la targa de "Il compleanno della vita" come premio per la vita che nasce.
Nel 2012, nell'Anno della fede, papa Benedetto XVI le conferisce un messaggio di fede a conclusione della celebrazione eucaristica di apertura. Sempre nel 2012 durante il "Capri Hollywood - The International Film Festival" è stata insignita dell'"Italian Icons Award" per il suo impegno nella promozione dei valori della vita e dell'italianità nel mondo. Nello stesso anno viene premiata al Palazzo Senatorio in piazza del Campidoglio, dall'allora sindaco di Roma Gianni Alemanno, con la "Medaglia del Natale di Roma".
Nel 2013 viene nominata Cavaliere dell'Ordine al merito della Repubblica italiana. L'anno seguente riceve il "Premio Internazionale D'Angiò" per la musica e lo sport.
Nel 2015, durante il "Festival Internazionale - Tulipani di seta nera", riceve il "Premio Sorriso Diverso" che le viene consegnato da Franco Bettoni, presidente dell'Associazione nazionale fra lavoratori mutilati e invalidi del lavoro (ANMIL) e della Federazione tra le associazioni nazionali delle persone con disabilità (FAND), per regalare con le sue canzoni tanti sorrisi, senza dimenticare lo sfondo, le difficoltà e le diversità. Nello stesso anno riceve il Premio Marcello Sgarlata per essersi contraddistinta per atti di coraggio, per l'audacia e la forza d'animo manifestate nelle situazioni più difficili di vita senza mai porsi alcun limite.
Nel 2016 riceve il "Premio alla Romanità". Nel 2017 riceve il premio alla carriera, il "Premio Internazionale Padre Pio da Pietrelcina" per essersi distinta in campo sociale e il Premio AILA "Progetto Donna" per essere una donna che, nella sua attività, si è distinta in campo sociale a favore del genere femminile.
Nel 2018 riceve la targa del Minturno Musica Estate. L'anno dopo le viene conferito il premio giornalistico sportivo "Franco Razionale". Nel 2020 riceve il "Riconoscimento Giovanni Paolo II". L'anno dopo le viene conferito il Premio Città di Roma per "Progetti del cuore", realtà da lei presieduta che è al fianco dei cittadini più deboli, di comuni, enti e associazioni. Sempre nel 2021 Assotutela le conferisce il riconoscimento come "Eccellenza Italiana"; inoltre riceve il "Premio Internazionale Medaglia d'Oro Maison des Artistes" per l'esempio rivolto ai giovani e a tutti anche nel superare i limiti e raggiungere traguardi nazionali.
Nel 2022 viene premiata con il "Microfono d'oro" come "Premio solidarietà" per il singolo Invincibili e le viene conferito il "Premio internazionale San Giovanni Paolo II - Oscar per la pace". L'anno dopo riceve il "Premio Virgo SanremoSol Novella 2000", all'Alifestival il "Premio Alessandro Vessella"; e il "Premio europeo - The St.Oscar della moda".
Nel 2024, durante la 38ª edizione di "Sport per la vita" riceve la "Rosa d'argento" - riconoscimento sport e cultura per la vita. Nello stesso anno riceve il Premio speciale Roma videoclip 2024 Evergreen Stars per Torno a Napoli e riceve il premio "La Fescina" il cui tema dell'XI edizione è stato la pace nel mondo; le viene riconosciuto, durante la VI edizione, anche con il "Premio Abbraccio", riconoscimento di AGedO Roma per essersi distinti per l'impegno sociale nei confronti della comunità LGBTQI+.
Di seguito sono elencati i riconoscimenti, escluse le onorificenze (consultare la sezione) e i riconoscimenti sportivi (di cui qui di seguito sono riportati solo quelli non elencati strettamente nel palmarès, per l'approfondimento consultare il palmarès/medagliere)
- 1997 - Miss Lombardia
- 1997 - Miss Azira Ragazza in Gambissime 1997[25]
- 1998 - Vincitrice del Festival di Sanremo 1998 - categoria Giovani
- 1998 - Vincitrice del Festival di Sanremo 1998 - categoria Campioni
- 1998 - Targa in via Matteotti, la Walk of Fame di Sanremo
- 1999 - "Premio Mia Martini"[31]
- 1999 - Festival di Viña del Mar - Premio "Arancia d'oro"[16]
- 2007 - Targa de "Il compleanno della vita" come premio per la vita che nasce[39]
- 2012 - "Capri Hollywood - The International Film Festival" - "Italian Icons Awards"[54][55]
- 2012 - "Medaglia del Natale di Roma"[56]
- 2014 - "Premio Internazionale D'Angiò" per la musica e lo sport[64]
- 2015 - "Premio Sorriso Diverso" per far sorridere, senza dimenticare sfondo, difficoltà e diversità[68]
- 2015 - Premio Marcello Sgarlata[69]
- 2016 - "Premio alla Romanità"[71]
- 2017 - Premio alla carriera[76]
- 2017 - "Festival nazionale della cultura sportiva" -premio per lo sport e la legalità[160]
- 2017 - "Premio Internazionale Padre Pio da Pietrelcina" per essersi distinta in campo sociale[77]
- 2017 - Premio AILA "Progetto Donna" per essersi distinta in campo sociale a favore del genere femminile[78]
- 2018 - Targa del Minturno Musica Estate
- 2019 - Premio giornalistico sportivo "Franco Razionale"[91]
- 2020 - "Riconoscimento Giovanni Paolo II"[100]
- 2021 - Premio Città di Roma per "Progetti del cuore"[104]
- 2021 - Riconoscimento Assotutela "Eccellenza Italiana"[105]
- 2021 - "Premio Internazionale Medaglia d'Oro Maison des Artistes" per l'esempio rivolto ai giovani e a tutti anche nel superare i limiti e raggiungere traguardi nazionali[113]
- 2022 - "Microfono d'oro" come "Premio solidarietà" per il singolo Invincibili[116]
- 2022 - "Premio internazionale San Giovanni Paolo II - Oscar per la pace"[118]
- 2022 - "Gran Galà del calcio Women" - Premio Sissy Trovato Mazza come miglior atleta Fiamme Azzurre[161]
- 2022 - "Premio Virgo Raimondo Vianello"[120]
- 2023 - "Premio Virgo SanremoSol Novella 2000"[122]
- 2023 - "Premio Alessandro Vessella"[123]
- 2023 - "Premio europeo - The St.Oscar della moda"
- 2024 - "Rosa d'argento" - riconoscimento sport e cultura per la vita[126]
- 2024 - Premio speciale Roma videoclip 2024 Evergreen Stars per Torno a Napoli[125]
- 2024 - Premio "La Fescina"[127][128]
- 2024 - Premio internazionale Fajano[162]
- 2024 - "Premio Abbraccio" - riconoscimento AGedO Roma per l'impegno sociale verso la comunità LGBTQI+[129]

### Carriera sportiva
Da sempre amante dello sport, Annalisa Minetti dal 1999 si dedica all'atletica leggera, non solo, pratica anche ciclismo, duathlon, triathlon, aquathlon nuoto, pugilato, motociclismo biposto, regata velica, canottaggio, sci, arrampicata, kickboxing, rafting e trekking. Nel 2003 si diploma come insegnante di spinning e step, diventando insegnante di queste due discipline in alcune palestre; è inoltre madrina di molti eventi e festival che interessano il mondo dello sport e del fitness.
Durante i suoi tour, nei suoi concerti, Annalisa usa spesso coniugare canto e attività fisica, infatti alcune sue esibizioni sono eseguite in sella a una cyclette o con coreografie di ballo da lei eseguite. Inoltre, ha una sua associazione sportiva denominata "Iride".
Nel 2012 la sua storia viene inserita nel libro Storie di sport, storie di donne di Giovanni Malagò con Nicoletta Melone.
Sia nel 2012 sia nel 2015 viene insignita, dal CONI (Comitato olimpico nazionale italiano), con la medaglia d'argento al valore atletico.
Nel 2014 riceve il "Premio Internazionale D'Angiò" per la musica e lo sport; l'anno successivo è tra i protagonisti del libro Campioni di vita: si tratta di un volume che raccoglie sedici storie di uomini e donne che sono sia campioni nello sport sia nella vita; tra queste, appunto, anche la storia di Annalisa.
Dal 2015 è cofondatrice e vicepresidente della FIMPAR (Federazione Italiana Motociclismo Paralimpico).
Nel 2017, durante il "Festival nazionale della cultura sportiva", riceve il premio per lo sport e la legalità. Nel 2019 le viene conferito il premio giornalistico sportivo "Franco Razionale".
Nel 2020 è co-protagonista con Emiliano Malagoli del lungometraggio 50000 passi per la regia di Michelangelo Gratton; nello stesso anno cura la prefazione del libro Continua a correre - un'incredibile storia vera di Emiliano Malagoli. Sempre nel 2020 è tra gli atleti protagonisti del libro Vite da campioni di Elisabetta Mazzeo.
Dal 2020 Annalisa Minetti è, inoltre, responsabile nazionale pluridisabilità ACSI (Associazione Centri Sportivi Italiani) e dal 2025 è membro del Consiglio Nazionale del Comitato Italiano Paralimpico (CIP).
Nel 2022 lo skymano, sport ideato dal marito Michele Panzarino nel 2006 e di cui lei è madrina e testimonial, entra a far parte ufficialmente del sistema sportivo della FIGH (Federazione Italiana Giuoco Handball).
Nel 2022, durante il Gran Galà del calcio Women con il Premio Sissy Trovato Mazza come miglior atleta Fiamme Azzurre.

#### Velocità e mezzofondo
Nel 2010 stabilisce tre record nazionali: oltre che nei 1500 m lo stabilisce anche negli 800 m indoor e negli 800 m outdoor, nonostante quando ha disputato questi ultimi le condizioni climatiche fossero a dir poco proibitive, con vento e pioggia. L'anno successivo batte il suo stesso record degli 800 m e stabilisce il record dei 400 m, anche in questo caso batterà lei stessa il suo record abbassandolo a 62". Si classifica seconda alla Notturna di Milano nei 1500 m dove stabilisce la miglior prestazione mondiale (l'atleta che la precedeva era di categoria T12); inoltre nel 2011 prende parte anche al "Meeting atleti internazionali" dove stabilirà il record come miglior prestazione mondiale con gli 800 m; l'anno dopo stabilirà il record mondiale nei 1500 m classificandosi seconda (l'atleta che la precedeva era di categoria T12) al "Meeting Città di Gavardo". Batterà nuovamente i suoi stessi record degli 800 m e dei 1500 m durante i XIV Giochi paralimpici estivi, i Campionati europei di atletica leggera paralimpica 2012 e i Campionati del mondo di atletica leggera paralimpica 2013. Annalsia ha inoltre praticato anche i 200 m, dove fissa il record nazionale nel 2011.
Si è dimostrata molto forte negli 800 m, ma tale gara non fa parte del programma delle paralimpiadi, per cui la cantante partecipa ai Giochi paralimpici di Londra 2012 nei 1500 m T11-T12 guidata da Andrea Giocondi, vincendo la medaglia di bronzo e realizzando, con un tempo di 4'48"88, il nuovo record mondiale della categoria T11 (le due atlete che l'hanno preceduta erano ipovedenti).
Nello stesso anno conquista anche la medaglia di bronzo ai Campionati europei di atletica leggera paralimpica 2012. Nel 2013 vince la medaglia d'oro ai campionati del mondo di atletica leggera paralimpica negli 800 metri T11 ottenendo il nuovo record del campionato grazie al tempo di 2'21"82.
Nel 2014 Annalisa vince il titolo italiano assoluto FISPES (Federazione Italiana Sport Paralimpici e Sperimentali) degli 800 metri; si conferma dunque detentrice del doppio titolo tricolore, sia nei 1500 metri sia negli 800 metri, cosa che aveva confermato già l'anno precedente.
Annalisa è dunque plurivincitrice della medaglia d'oro ai campionati italiani in varie discipline: 1500 metri, 800 metri, 400 metri, 200 metri e 5000 metri. Inoltre è anche testimonial e madrina di vari campionati.
Nel 2019 disputa i campionati italiani paralimpici assoluti di atletica nei 5000 m, categoria T11, vincendo la medaglia d'oro e stabilendo il record nazionale assoluto a 21'14"92. Vittoria e medaglia d'oro bissati, sempre nei 5000 m, nel 2020 durante i campionati italiani paralimpici assoluti.
Nel 2021 disputa a Jesolo il World Para Athletics Grand Prix nei 1500 m T11, risultando la prima italiana e conquistando la medaglia d'argento. Qualificata nei 1500 m e, quindi, convocata a Bydgoszcz in Polonia per i campionati europei di atletica leggera paralimpica 2021, Annalisa è costretta a non partecipare a causa della sua positività alla COVID-19.

#### Corsa su strada e fondo
Tra le prime corse su strada agonistiche disputate da Annalisa c'è la Podistica internazionale San Lorenzo a Cava de' Tirreni, si tratta di un percorso di 7,8 km a cui partecipa sia nel 2010 ottenendo il record mondiale nella categoria T11 sia l'anno seguente conquistando il record di campionato di categoria T11 e la medaglia di bronzo nella categoria Seniores F.
Gareggia anche in percorsi di 4 km, 4,2 km, 5 km e 10 km riuscendo sempre a raggiungere il record mondiale nella categoria T11, conquistando quindi la medaglia d'oro, nonostante in alcune circostanze vi erano situazioni climatiche sfavorevoli.
Nel 2012 stabilisce il record mondiale dei 1000 m T11 con un tempo di 3'11"43. Nello stesso anno gareggia alla Milano Marathon di cui è anche madrina, nella specialità ekiden a 4, cioè staffetta su strada percorsa sulla distanza dei 42,195 km della maratona. Ripete la competizione dell'ekiden a 4 alla Milano Marathon - Europ Assistance Relay Marathon nel 2019 e nel 2021 alla Run4Rome a Roma; in particolare a quest'ultima competizione stabilisce il record mondiale di categoria vincendo la medaglia d'oro nel tratto da lei corso di 11,595 km in 57'17". Annalisa, nel suo frangente, stabilisce il record europeo classificandosi prima nella categoria T11. Tra gli staffettisti in squadra con Annalisa anche Michelle Hunziker.
Si avvicina al mondo delle maratone nel 2013 con la maratona di Gerusalemme e nel 2016 con la Maratona di New York. È nel 2017 alla Maratona di Roma che registra la migliore prestazione europea nella categoria T11 sui 42 km con un tempo di 3h47'09", aggiudicandosi pertanto la medaglia d'oro, vince quindi la medaglia d'oro ai Campionati Italiani Paralimpici di Maratona.
Nel 2017 si approccia alla specialità della mezza maratona; ne disputa tre in un anno. Gareggia alla mezza maratona di San Valentino a Terni e alla maratonina dei tre Comuni, detta la "Regina d'inverno", nel laziale; conquistando in entrambi i casi il primato nella categoria T11, ottenendo, rispettivamente, il record italiano e quello europeo di categoria. È con la prestazione nella mezza maratona della Roma-Ostia sui 21 km con un tempo di 1h40'40" che Annalisa si piazza ai vertici mondiali della propria categoria, conquistando quindi la medaglia d'oro. Nel 2021 partecipa nuovamente alla Roma-Ostia conquistando un oro di categoria con record di campionato.
Dal 2021 è l'ideatrice e la testimonial di "All Run Christmas", manifestazione incentrata sulla corsa, con percorsi che variano da 5 km a 25 km.
Nel 2022 è la pacer ufficiale delle 4 ore alla Maratona di Roma completando il percorso in 4h05'31". Nello stesso anno partecipa alla "Roma Appia Run" sulla distanza di 13 km, unica gara al mondo che si disputa su cinque pavimentazioni diverse: asfalto, sampietrino, basolato lavico, sterrato e la pista dello stadio Nando Martellini alle terme di Caracalla. Gareggia, inoltre, sulla distanza dei 10 km alla "Castel Romano Run". In tutti e tre le competizioni stabilisce il record di gara nella categoria T11.
Nel 2024 stabilisce a Roma il record nazionale T11 alla VIII XMilia, con un tempo di 1h12'53" per 14,8 km. Nel 2025 gareggia nuovamente alla mezza maratona di San Valentino a Terni ottenendo la medaglia d'oro nella categoria T11 con un tempo di 1h42'16" e alla Maratona di Roma ottenendo la medaglia d'oro nella categoria T11 con un tempo di 4h02'14"

#### Triathlon e aquathlon
Nel 2023 ottiene la medaglia d'argento nel triathlon ai campionati italiani a Loano, ottenendo un record personale con 1h19'18" di cui 750 m a nuoto in 19'11", 20 km in tandem in 34'25" e 5 km di corsa in 20'43". Nello stesso anno partecipa nuovamente ai campionati italiani a Bracciano conquistando la medaglia d'argento negli assoluti del paratriathlon e la medaglia d'oro nella categoria PTVI1; raggiunge l'oro sia negli assoluti sia nella categoria PTVI1 ai campionati a Piediluco. Nello stesso conquista la medaglia d'oro sia negli assoluti sia nella categoria PTVI1 ai campionati a Civitanova Marche dove stabilisce anche il record di campionato a 1h14'01"; inoltre, sempre nel 2023, conquista la medaglia d'oro all'Italian Paratriathlon Series a San Benedetto del Tronto e stabilisce il record nazionale in 1h09'05".
Nel 2024 ottiene la medaglia d'oro nell'aquathlon nei campionati italiani a Civitanova Marche (1000 metri nuoto in mare e 4 km corsa in 4 giri) con un tempo di 38'05" nella categoria PTVI-B1 stabilendo un record nazionale.

#### Duathlon, tandem e motociclismo biposto
Si avvicina anche al ciclismo agonistico, sia quello su strada sia quello su pista. Nel 2010 partecipa al duathlon (competizione consistente in un percorso di 5 km di corsa, poi 18 km di bici e per finire altri 2,5 km di corsa), classificandosi quarta nella categoria mista uomini e donne e prima, vincendo quindi la medaglia d'oro nella categoria donne con un tempo di 1h25'08". L'anno dopo partecipa nuovamente al duathlon classificandosi terza, conquistando la medaglia di bronzo assoluta nella classifica mista uomini e donne, e prima, conquistando la medaglia d'oro nella categoria donne, con un tempo di 1h21'33".
Sempre nel 2011 prende parte a La Corsa di Miguel nei 75 km conquistando il record mondiale B1 nella categoria tandem e la medaglia d'oro. Nello stesso anno gareggia in qualità di ciclista paralimpica, con specialità tandem B1, ai campionati italiani su strada conquistando la medaglia d'argento sia nella corsa a cronometro di 18,6 km, con un tempo di 27'04" sia nella corsa in linea di 33 km, con un tempo di 1h07'06"34, nonostante un problema alla catena. Nelle sue performance ciclistiche Annalisa tiene benissimo i 55 km/h.
Annalisa, inoltre, ha provato anche il motociclismo su una biposto guidata da un pilota professionista; ad accompagnarla in questa esperienza sono stati alcuni piloti come Manuel Poggiali o Dario Marchetti. In genere è salita in sella o a una Ducati o a una Kawasaki in autodromi come Vallelunga o il Mugello. La velocità raggiunta è stata di 300 km/h; Annalisa ha ripetuto altre volte l'esperienza.
Nel 2015 partecipa ai campionati del mondo di paraciclismo su strada di Nottwil in Svizzera, ottenendo due record personali; gareggia nella specialità tandem B1, ottenendo il suo miglior piazzamento nella gara dei 31 km dove si classifica al 9º posto, con un tempo 56'19"68; partecipa anche alla gara dei 77,5 km dove si classifica all'11º posto con un tempo di 2h32'25".

#### Altri sport
Nel 2013 partecipa alla Barcolana, storica regata velica internazionale.
Annalisa si dedica anche allo sci, entra dunque a far parte anche del gruppo NAST (Nazionale Artisti Ski Team). Prende, inoltre, parte a competizioni di canottaggio (di cui è anche madrina), anche per la FIDB (Federazione Italiana Dragon Boat), appunto su una dragonboat.
Nel 2018 si avvicina al mondo degli elicotteri facendo un corso di volo per non vedenti presso l'aviosuperficie Sibari Fly.
Nel 2021 vince, insieme con Emiliano Malagoli, una competizione di rafting svoltasi sull'Aniene.

#### Palmarès
Di seguito sono riportate le migliori prestazioni e risultati ottenuti da Annalisa Minetti.
Legenda sigle e simboli
- T11 — categoria: non vedenti nell'atletica leggera paralimpica
- T12 — categoria: ipovedenti nell'atletica leggera paralimpica
- B1 — categoria: non vedenti nel paraciclismo
- PTVI1 — non vedenti nel paratriathlon
- Bronzo — medaglia di bronzo dei giochi paralimpici
- Oro — medaglia d'oro dei mondiali paralimpici
- Bronzo — medaglia di bronzo degli europei paralimpici
- — medaglie d'oro e d'argento ottenute in competizioni mondiali
- — medaglie d'oro e d'argento dei campionati italiani
- — medaglie ottenute in competizioni italiane
- — record mondiale
- — record dei campionati
- — record europeo
- — record nazionale
- — miglior prestazione personale
- — qualificata
- — competizione femminile
- W - categoria: donne
- M+W - categoria: uomini + donne
- Seniores F — categoria: seniores femminili
- MF35 — categoria: masters femminili 35/40 anni
- SF35 — categoria: seniores femminili 35/40 anni

##### Corse su pista

###### Giochi paralimpici, mondiali ed europei
| Anno | Manifestazione       | Sede        | Specialità     | Risultato                                                   | Prestazione                                                 | Record                                                      |
| ---- | -------------------- | ----------- | -------------- | ----------------------------------------------------------- | ----------------------------------------------------------- | ----------------------------------------------------------- |
| 2012 | Europei paralimpici  | Stadskanaal | 1500 m T11-T12 | Bronzo                                                      | 4'51"75                                                     | (T11)                                                       |
| 2012 | Giochi paralimpici   | Londra      | 1500 m T11-T12 | Bronzo                                                      | 4'48"88                                                     | (T11)                                                       |
| 2013 | Mondiali paralimpici | Lione       | 800 m T11      | Oro                                                         | 2'21"82                                                     | (T11)                                                       |
| 2021 | Europei paralimpici  | Bydgoszcz   | 1500 m T11     | Qualificata e convocata; assente per positività al COVID-19 | Qualificata e convocata; assente per positività al COVID-19 | Qualificata e convocata; assente per positività al COVID-19 |

###### Meeting internazionali
| Anno | Manifestazione                  | Sede          | Specialità     | Prestazione | Risultato/Record |
| ---- | ------------------------------- | ------------- | -------------- | ----------- | ---------------- |
| 2011 | Notturna di Milano              | Milano        | 1500 m T11-T12 | 5'00"27     | Argento — (T11)  |
| 2011 | Meeting atleti internazionali   | Aix-les-Bains | 800 m T11-T12  | 2'24"76     | Oro — (T11)      |
| 2012 | Meeting Città di Gavardo        | Gavardo       | 1500 m T11-T12 | 4'50"55     | Argento — (T11)  |
| 2021 | World Para Athletics Grand Prix | Jesolo        | 1500 m T11-T12 | 5'14"75     | Argento — (T11)  |

###### Competizioni nazionali
| Anno | Manifestazione                           | Sede     | Specialità    | Prestazione | Risultato/Record |
| ---- | ---------------------------------------- | -------- | ------------- | ----------- | ---------------- |
| 2010 | Competizione nazionale                   | Velletri | 1500 m        | 5'16"09     | Oro — (T11)      |
| 2010 | Competizione nazionale                   | Velletri | 800 m outdoor | 2'35"6      | Oro — (T11)      |
| 2010 | Competizione nazionale                   | Velletri | 800 m indoor  | 2'32"90     | Oro — (T11)      |
| 2010 | Competizione nazionale                   | Roma     | 200 m         | 26"03       | Oro — (T11)      |
| 2010 | Competizione nazionale                   | Roma     | 400 m         | 60"07       | Oro — (T11)      |
| 2010 | Competizione nazionale                   | Roma     | 1500 m        | 5'15"       | Oro — (T11)      |
| 2011 | Qualificazioni mondiali indoor           | Ancona   | 800 m indoor  | 2'32"90     | Oro — (T11)      |
| 2011 | Campionati italiani indoor               | Ancona   | 400 m indoor  | 66"10       | Oro — (T11)      |
| 2011 | Campionati italiani indoor               | Ancona   | 800 m indoor  | 2'32"       | Oro — (T11)      |
| 2011 | Campionati italiani indoor               | Assago   | 400 m indoor  | 62"         | Oro — (T11)      |
| 2011 | Campionati italiani indoor               | Assago   | 800 m indoor  | 2'26"       | Oro — (T11)      |
| 2011 | Campionati italiani assoluti             | Padova   | 800 m indoor  | 2'25"21     | Oro — (T11)      |
| 2012 | Campionati italiani paralimpici assoluti | Torino   | 1500 m indoor | 4'55"       | Oro — (T11)      |
| 2012 | Paralympic World Cup                     | Torino   | 1500 m indoor | 4'50"55     | Oro — (T11)      |
| 2012 | Gara della Liberazione                   | Roma     | 1000 m        | 3'11"43     | Oro — (T11)      |
| 2012 | Campionati italiani                      | Ancona   | 800 m indoor  | 2'26"56     | Oro — (T11)      |
| 2013 | Campionati italiani indoor               | Ancona   | 800 m indoor  | 2'25"20     | Oro — (T11)      |
| 2013 | Campionati italiani outdoor              | Grosseto | 800 m outdoor | 2'25"60     | Oro — (T11)      |
| 2014 | Campionati italiani indoor               | Ancona   | 800 m indoor  | 2'25"23     | Oro — (T11)      |
| 2014 | Campionati italiani paralimpici          | Grosseto | 1500 m indoor | 5'00"47     | Oro — (T11)      |
| 2014 | Campionati italiani paralimpici          | Grosseto | 800 m indoor  | 2'24"19     | Oro — (T11)      |
| 2019 | Campionati italiani paralimpici assoluti | Jesolo   | 5000 m        | 21'14"92    | Oro — (T11)      |
| 2020 | Campionati italiani paralimpici assoluti | Jesolo   | 5000 m        | 22'14"00    | Oro — (T11)      |
| 2021 | Campionati italiani paralimpici          | Ancona   | 1500 m indoor | 5'33"41     | Oro — (T11)      |

##### Corse su strada
| Anno | Manifestazione                                    | Sede             | Specialità        | Prestazione | Risultato/Record   |
| ---- | ------------------------------------------------- | ---------------- | ----------------- | ----------- | ------------------ |
| 2010 | Podistica internazionale San Lorenzo              | Cava de' Tirreni | 7,8 km            | 35'04"      | Oro — (T11)        |
| 2010 | Podistica internazionale San Lorenzo              | Cava de' Tirreni | 7,8 km            | 35'04"      | 4º Seniores F      |
| 2010 | Podistica internazionale San Lorenzo              | Cava de' Tirreni | 7,8 km            | 35'04"      | 7º Assoluto        |
| 2011 | Conero Ten                                        | Numana           | 10 km             | 46'18"      | Oro — (T11)        |
| 2011 | Mini Conero                                       | Numana           | 4 km              | 16'48"      | Oro — (T11)        |
| 2011 | Podistica internazionale San Lorenzo              | Cava de' Tirreni | 7,8 km            | 37'25"      | Oro — (T11)        |
| 2011 | Podistica internazionale San Lorenzo              | Cava de' Tirreni | 7,8 km            | 37'25"      | Bronzo Seniores F  |
| 2011 | Podistica internazionale San Lorenzo              | Cava de' Tirreni | 7,8 km            | 37'25"      | 10º Assoluto       |
| 2012 | Milano Marathon                                   | Milano           | Ekiden a 4        | 3h52'07"    | Oro — (T11)        |
| 2012 | La Corsa di Miguel                                | Roma             | 10 km             | 45'32"      | Oro — (T11)        |
| 2013 | Innovation Running                                | Milano           | 10 km             | 45'18"      | Oro — (T11)        |
| 2013 | Innovation Running                                | Milano           | 10 km             | 45'18"      | 4º MF35            |
| 2013 | Maratona di Gerusalemme                           | Gerusalemme      | Maratona          | 3h58'16"    | Oro — (T11)        |
| 2014 | Corriamo insieme a Peter Pan                      | Roma             | 4,2 km            | 17'15"      | Oro — (T11)        |
| 2014 | Corsa dei Santi                                   | Roma             | 10 km             | 43'04"      | Oro — (T11)        |
| 2014 | Corsa dei Santi                                   | Roma             | 10 km             | 43'04"      | Argento SF35       |
| 2015 | Euroma2Run                                        | Roma             | 5 km              | 23'31"      | Oro — (T11)        |
| 2016 | Maratona di New York                              | New York         | Maratona          | 4h29'23"    | Oro — (T11)        |
| 2017 | Maratonina dei tre Comuni                         | Lazio            | Mezza maratona    | 1h59'04"    | Oro — (T11)        |
| 2017 | San Valentino                                     | Terni            | Mezza maratona    | 1h44'09"    | Oro — (T11)        |
| 2017 | Roma-Ostia                                        | Roma-Ostia       | Mezza maratona    | 1h40'40"    | Oro — (T11)        |
| 2017 | Maratona di Roma                                  | Roma             | Maratona          | 3h47'09"    | Oro — (T11)        |
| 2017 | Maratona di Roma                                  | Roma             | Maratona          | 3h47'09"    | Oro — (T11)        |
| 2019 | Huawei Roma-Ostia 2019                            | Roma             | 5 km              | 22'33"      | Oro — (T11)        |
| 2019 | Milano Marathon - Europ Assistance Relay Marathon | Milano           | Ekiden a 4        | 3h51'20"    | Oro — (T11)        |
| 2019 | Komen Race for the Cure                           | Roma             | 5 km              | 22'15"      | Oro — (T11)        |
| 2019 | Komen Race for the Cure                           | Roma             | 5 km              | 22'15"      | 4° SF40            |
| 2021 | La Corsa di Miguel                                | Roma             | 10 km             | 46'20"      | Oro — (T11)        |
| 2021 | Run4Rome                                          | Roma             | Ekiden a 4        | 3h52'00"    | Oro — (T11)        |
| 2021 | Run4Rome                                          | Roma             | 11,595 km         | 57'17"      | Oro — (T11)        |
| 2021 | Roma-Ostia                                        | Roma-Ostia       | Mezza maratona    | 1h42'29"    | Oro — (T11)        |
| 2022 | Maratona di Roma                                  | Roma             | Maratona          | 4h05'31"    | Oro — (T11)        |
| 2022 | "Roma Appia Run"                                  | Roma             | 13 km             | 1h02'03"    | Oro — (T11)        |
| 2022 | "Castel Romano Run"                               | Roma             | 10 km             | 47'41"      | Oro — (T11)        |
| 2022 | "Alba Race"                                       | Roma             | 6,3 km            | 30'24"      | Oro — (T11)        |
| 2023 | "Corri Varsavia"                                  | Varsavia         | 10 km             | 43'16"      | Oro — (T11)        |
| 2024 | La Corsa di Miguel                                | Roma             | 10 km             | 50'08"      | Oro — (T11)        |
| 2024 | Maratonina dei tre Comuni                         | Lazio            | Mezza maratona    | 2h10'34"    | Oro — (T11)        |
| 2024 | VIII XMilia                                       | Roma             | 14,8 km           | 1h12'53"    | Oro — (T11)        |
| 2024 | "Trofeo della Legalità - Rotary"                  | Palermo          | 10 km             | 49'45"      | Oro — (T11)        |
| 2024 | "Trofeo della Legalità - Rotary"                  | Palermo          | 10 km             | 49'45"      | Argento — W FISPES |
| 2024 | "Trofeo della Legalità - Rotary"                  | Palermo          | 10 km             | 49'45"      | 4° Assoluto FISPES |
| 2024 | "La 10 miglia Normanna"                           | Aversa           | 10 mi (16.090 km) | 1h28'12"    | Oro — (T11)        |
| 2024 | Rome Half Marathon                                | Roma             | Mezza maratona    | 1h48'04"    | Oro — (T11)        |
| 2025 | San Valentino                                     | Terni            | Mezza maratona    | 1h42'16"    | Oro — (T11)        |
| 2025 | Maratona di Roma                                  | Roma             | Maratona          | 4h02'14"    | Oro — (T11)        |

##### Ciclismo
| Anno | Manifestazione                                 | Sede    | Specialità     | Prestazione | Risultato/Record |
| ---- | ---------------------------------------------- | ------- | -------------- | ----------- | ---------------- |
| 2011 | La Corsa di Miguel                             | Roma    | 75 km          | 2h18'16"    | Oro — (B1)       |
| 2011 | Campionati italiani di paraciclismo su strada  | Paternò | 18,6 km crono  | 27'04"      | Argento — (B1)   |
| 2011 | Campionati italiani di paraciclismo su strada  | Paternò | 33 km in linea | 1h07'06"34  | Argento — (B1)   |
| 2015 | Campionati del mondo di paraciclismo su strada | Nottwil | 31 km          | 56'19"68    | 9º — (B1)        |
| 2015 | Campionati del mondo di paraciclismo su strada | Nottwil | 77,5 km        | 2h32'25"    | 11º — (B1)       |

#### Triathlon

##### Mondiali
| Anno | Manifestazione           | Sede    | Prestazione | Dettagli    | Dettagli     | Dettagli   | Risultato/Record |
| Anno | Manifestazione           | Sede    | Prestazione | 750 m nuoto | 20 km tandem | 5 km corsa | Risultato/Record |
| ---- | ------------------------ | ------- | ----------- | ----------- | ------------ | ---------- | ---------------- |
| 2023 | World Triathlon Para Cup | Taranto | 1h16'43"    | 15'11"      | 37'37"       | 21'41"     | 4° (assoluti)    |
| 2024 | World Triathlon Para Cup | Taranto | 1h18'56"    | 15'20"      | 38'50"       | 23'05"     | 5° (assoluti)    |

##### Campionati italiani
| Anno | Manifestazione               | Sede                     | Prestazione | Dettagli    | Dettagli     | Dettagli   | Risultato/Record         |
| Anno | Manifestazione               | Sede                     | Prestazione | 750 m nuoto | 20 km tandem | 5 km corsa | Risultato/Record         |
| ---- | ---------------------------- | ------------------------ | ----------- | ----------- | ------------ | ---------- | ------------------------ |
| 2023 | Campionati italiani          | Loano                    | 1h19'18"    | 19'11"      | 34'25"       | 20'43"     | 4° (assoluti)            |
| 2023 | Campionati italiani          | Loano                    | 1h19'18"    | 19'11"      | 34'25"       | 20'43"     | Argento (PTVI1)          |
| 2023 | Campionati italiani          | Bracciano                | 1h28'41"    | 19'55"      | 42'41"       | 26'04"     | Argento (assoluti)       |
| 2023 | Campionati italiani          | Bracciano                | 1h28'41"    | 19'55"      | 42'41"       | 26'04"     | Oro (PTVI1)              |
| 2023 | Campionati italiani          | Piediluco                | 1h22'35"    | 20'50"      | 34'13"       | 24'29"     | Oro (assoluti) — (PTVI1) |
| 2023 | Campionati italiani          | Piediluco                | 1h22'35"    | 20'50"      | 34'13"       | 24'29"     | Oro (PTVI1) — (PTVI1)    |
| 2023 | Campionati italiani          | Civitanova Marche        | 1h14'01"    | 18'28"      | 31'29"       | 20'54"     | Oro (assoluti) — (PTVI1) |
| 2023 | Campionati italiani          | Civitanova Marche        | 1h14'01"    | 18'28"      | 31'29"       | 20'54"     | Oro (PTVI1) — (PTVI1)    |
| 2023 | Italian Paratriathlon Series | San Benedetto del Tronto | 1h09'05"    | 15'31"      | 30'53"       | 21'00"     | Oro (PTVI1) — (PTVI1)    |

##### Duathlon
| Anno | Manifestazione  | Sede        | Specialità                             | Prestazione | Risultato/Record      |
| ---- | --------------- | ----------- | -------------------------------------- | ----------- | --------------------- |
| 2010 | Duathlon Sprint | Montecatini | 5 km corsa + 18 km bici + 2,5 km corsa | 1h25'08"    | 4° M+W — (T11-B1)     |
| 2010 | Duathlon Sprint | Montecatini | 5 km corsa + 18 km bici + 2,5 km corsa | 1h25'08"    | Oro W — (T11-B1)      |
| 2011 | Duathlon Sprint | Montecatini | 5 km corsa + 18 km bici + 2,5 km corsa | 1h21'33"    | Bronzo M+W — (T11-B1) |
| 2011 | Duathlon Sprint | Montecatini | 5 km corsa + 18 km bici + 2,5 km corsa | 1h21'33"    | Oro W — (T11-B1)      |

##### Aquathlon
| Anno | Manifestazione      | Sede              | Prestazione | Dettagli     | Dettagli   | Risultato/Record |
| Anno | Manifestazione      | Sede              | Prestazione | 1000 m nuoto | 4 km corsa | Risultato/Record |
| ---- | ------------------- | ----------------- | ----------- | ------------ | ---------- | ---------------- |
| 2024 | Campionati italiani | Civitanova Marche | 38'05"      | 19'24"       | 17'36"     | Oro — (PTVI-B1)  |

### Carriera da docente
Dal 2020 è docente presso l'"Accademia Artisti" di Carlo Fuscagni e Rita Statte; Annalisa insegna canto attenzionando anche la sfera della motivazione e della comunicazione. Dal 2021 collabora con "From Study to Work", progetto di Andrea Proietti riguardante il mondo lavorativo.

### Carriera politica
Nel 2012 si candida come consigliere comunale al comune di Pero, è la capolista della lista civica "Io spero"; non viene però eletta. Si candida alle elezioni politiche del 2013 alla Camera dei deputati nella circoscrizione Lazio 1 con la lista di Mario Monti, Scelta Civica Con Monti per l'Italia, ma non viene eletta.

## Discografia

### Album in studio
- 1998 - Treno blu (Tren azul per il mercato sudamericano)
- 1999 - Qualcosa di più
- 2009 - Questo piccolo grande amore
- 2012 - Nuovi giorni

### Singoli
- 1995 - Metti un lento (con i Perro Negro)
- 1997 - L'eroe che sei tu
- 1998 - Senza te o con te (Junto a ti o sin ti per il mercato sudamericano)
- 1998 - Credi, credi
- 1999 - La luce in me
- 1999 - Due mondi
- 2000 - Inequivocabilmente tu
- 2000 - La prima notte
- 2005 - Come noi nessuno al mondo (con Toto Cutugno)
- 2005 - Vita vera
- 2006 - Stelle sulla terra
- 2006 - Fammi fuori
- 2006 - Il cielo dentro me
- 2007 - Scintilla d'anima
- 2011 - Mordimi
- 2012 - Ho bisogno
- 2013 - Ancora vita (con Toto Cutugno)
- 2015 - L'amore non cambia
- 2017 - Io rinasco
- 2018 - Dove il cuore batte
- 2019 - Più in alto
- 2019 - Che sia Natale (con Krzysztof Antkowiak)
- 2020 - Il nostro tempo (con altri artisti) (singolo di beneficenza)
- 2020 - Diamanti unici (con Giancarlo Casella)
- 2020 - Karol
- 2021 - L'italiano (con Jonathan Cilia Faro)
- 2021 - Invincibili
- 2022 - Déjà vu
- 2023 - Nevica (con FRE)
- 2023 - Blu (con FRE)
- 2023 - 1000 presepi a Napoli
- 2024 - Torno a Napoli
- 2024 - Volevo nascere a Napoli (con Anthony)
- 2024 - Diversamente pazzesca
- 2024 - Panico (con FRE e Xonous)
- 2025 - Come il Jazz (feat. Danny Losito)

### Video musicali
- 1998 - Senza te o con te (Junto a ti o sin ti per il mercato sudamericano), regia di Lorenzo Vignolo
- 2011 - Mordimi (feat. Omar Codazzi)
- 2012 - Ho bisogno, regia di Jacopo Pietrucci
- 2013 - Ancora vita (con Toto Cutugno)
- 2017 - Io rinasco, regia di Cinzia TH Torrini
- 2018 - Dove il cuore batte, regia di Domenico Pisani
- 2019 - Più in alto, regia di Jacopo Marchini
- 2019 - Che sia Natale (con Krzysztof Antkowiak), regia di Enzo Basile
- 2020 - Il nostro tempo (con altri artisti) (singolo di beneficenza)
- 2020 - Diamanti unici (con Giancarlo Casella)
- 2020 - Karol
- 2021 - L'italiano (con Jonathan Cilia Faro), regia di Sebastiano Rizzo
- 2022 - Io con me
- 2022 - Déjà vu, regia di Annalisa Minetti
- 2024 - Torno a Napoli, regia di Gianluca Allotta
- 2024 - Volevo nascere a Napoli (con Anthony), regia di Ciro Grieco e Checco Danza
- 2024 - Diversamente pazzesca, regia di Giacomo Ligi

### Collaborazioni
- 1995 - Metti un lento (con i Perro Negro)
- 2005 - Come noi nessuno al mondo (con Toto Cutugno)
- 2008 - Un falco chiuso in gabbia (con Toto Cutugno)
- 2009 - Buon viaggio della vita (con Claudio Baglioni)
- 2010 - Non voglio mica la luna (con Fiordaliso)
- 2010 - Il mio canto libero (con tutte le Amiche per l'Abruzzo)
- 2011 - Mordimi (feat. Omar Codazzi)
- 2013 - Ancora vita (con Toto Cutugno)
- 2019 - Che sia Natale (con Krzysztof Antkowiak)
- 2020 - Il nostro tempo (con altri artisti) (singolo di beneficenza)
- 2020 - Diamanti unici (con Giancarlo Casella)
- 2021 - Show Some Compassion (con Mario Biondi feat. Chuck Rolando, Enzo Avitabile, Dodi Battaglia, Sarah Jane Morris, Jeff Cascaro, Alain Clarke, Paulo Gonzo, Luna, Omar e Nick The Nightfly)
- 2021 - L'italiano (con Jonathan Cilia Faro)
- 2023 - Nevica (con FRE)
- 2023 - Blu (con FRE)
- 2024 - Volevo nascere a Napoli (con Anthony)
- 2024 - Panico (con FRE e Xonous)
- 2025 - Come il Jazz (feat. Danny Losito)

### Partecipazioni
- 1998 - Super Sanremo 98 (compilation) con Senza te o con te
- 2000 - Juke Box Compilation 2000 (compilation) con La prima notte e One More Time (Rmx Version)
- 2004 - Music Farm Compilation (compilation) con Certe notti e Piccolo uomo
- 2005 - Come noi nessuno al mondo (album di Toto Cutugno) con Come noi nessuno al mondo (con Toto Cutugno)
- 2005 - Sanremo 2005 (compilation) con Come noi nessuno al mondo (con Toto Cutugno)
- 2008 - Un falco chiuso in gabbia (album di Toto Cutugno) Un falco chiuso in gabbia (con Toto Cutugno)
- 2009 - Q.P.G.A. (album di Claudio Baglioni) con Buon viaggio della vita (con Claudio Baglioni)
- 2010 - I miei Sanremo (raccolta di Toto Cutugno) con Come noi nessuno al mondo (con Toto Cutugno)
- 2010 - Q.P.G.A. Filmopera (doppio DVD di Claudio Baglioni) con Buon viaggio della vita (con Claudio Baglioni)
- 2010 - Amiche per l'Abruzzo (doppio DVD di AA.VV.) con Non voglio mica la luna (con Fiordaliso) e Il mio canto libero (con tutte le Amiche per l'Abruzzo) (iniziativa benefica)
- 2011 - Italian All Stars Compilation (compilation) con Certe notti e Piccolo uomo
- 2012 - Le 100 canzoni più belle del Festival (compilation) con Senza te o con te
- 2012 - One Shot Festival Volume 3 (compilation) con Senza te o con te
- 2013 - Noi donne - Vol. 2 (compilation) con Senza te o con te
- 2013 - L'italiano - la nuova versione (raccolta di Toto Cutugno) con Come noi nessuno al mondo (con Toto Cutugno) e Un falco chiuso in gabbia (con Toto Cutugno)
- 2014 - Sanremo Collection (compilation) con Senza te o con te
- 2014 - La musica delle donne - La festa della donna nelle grandi voci femminili (compilation) con Ho bisogno di te
- 2015 - La grande musica italiana - Vol. 2 (compilation) con Senza te o con te
- 2016 - Sognando Sanremo (compilation) con Come lo vorrei salvare questo amore
- 2016 - Un San Valentino italiano - canzoni d'amore (compilation) con Questo piccolo grande amore
- 2016 - Sanremo Collection - 30 successi dal Festival (compilation) con Senza te o con te
- 2019 - Tempo (compilation) con Come un vulcano
- 2019 - Ora o mai più - 2019 (compilation) con Senza te o con te, Pensiero stupendo e Più in alto
- 2020 - Sognando Sanremo 2020 (compilation) con Diamanti unici (con Giancarlo Casella)
- 2021 - Dare (album di Mario Biondi) con Show Some Compassion (con Mario Biondi feat. Chuck Rolando, Enzo Avitabile, Dodi Battaglia, Sarah Jane Morris, Jeff Cascaro, Alain Clarke, Paulo Gonzo, Luna, Omar e Nick The Nightfly)

### Colonne sonore
- 2012 - Crederai per il film All You Can Dream
- 2022 - Io con me per il film Tre sorelle

## Partecipazioni al Festival di Sanremo
| Anno | Categoria                             | Brano                                        | Piazzamento                |
| ---- | ------------------------------------- | -------------------------------------------- | -------------------------- |
| 1998 | Sezione Campioni                      | Senza te o con te                            | 1º                         |
| 1998 | Sezione Giovani                       | Senza te o con te                            | 1º                         |
| 2005 | Classifica finale                     | Come noi nessuno al mondo (con Toto Cutugno) | 2º                         |
| 2005 | Categoria Classic                     | Come noi nessuno al mondo (con Toto Cutugno) | 1º                         |
| 2008 | Campioni (duettante per la 3ª serata) | Un falco chiuso in gabbia (con Toto Cutugno) | Duettante per Toto Cutugno |

## Televisione
- Karaoke (Italia 1, 1994)
- Sanremo Giovani 1995 (Rai 1, 1995)
- Sanremo Giovani 1997 (Rai 1, 1997)
- Miss Italia 1997 (Rai 1, 1997)
- Donna sotto le stelle (Canale 5, 1997)
- Festival di Sanremo 1998 (Rai 1/Eurovisione, 1998)
- Sanremo Top (Rai 1, 1998)
- Un disco per l'estate (Canale 5, 1998)
- Festival di Viña del Mar (Mega, 1999)
- Giubileo dei disabili (Rai 3, 2000)
- Music Farm (prima edizione) (Rai 2, 2004)
- 50 Canzonissime Sanremo (Rai 1, 2004)
- Festival di Sanremo 2005 (Rai 1/Eurovisione, 2005)
- Melodien für Millionen (ZDF, 2005)
- Sanremo dalla A alla Z (Rai 1, 2007)
- 25ª edizione di Napoli prima e dopo (Rai 1, 2007-2009)
- Festival di Sanremo 2008 (Rai 1/Eurovisione, 2008)
- Dimmi la verità (Rai 1, 2009)
- 52º Zecchino d'Oro (Rai 1, 2009)
- I raccomandati (Rai 1, 2010)
- 11º Festival della nuova canzone siciliana (Antenna Sicilia, 2010)
- Attenti a quei due - La sfida (Rai 1, 2010)
- La nave di Capodanno (Rai 1/Rai Internazionale, 2011)
- Tutti a scuola (Rai 1, 2012)
- Nella memoria di Giovanni Paolo II (Rai 1, 2015)
- MilleVoci (Sky Italia, 2015-2016)
- Never Give Up (Automoto TV, 2016-2018)
- Tale e quale show (settima edizione) (Rai 1, 2017)
- Tale e quale show - Il torneo (sesta edizione) (Rai 1, 2017)
- Tale e quale show - Il torneo (settima edizione) (Rai 1, 2018)
- Ora o mai più (seconda edizione) (Rai 1, 2019)
- Domenica Alive (Canale 5, 2019)
- Pomeriggio Cinque (tutorial La ginnastica per tutti) (Canale 5, 2019)
- Il boss delle pizze (Alice, 2019)
- Casa Marcello (+ rubrica Tutto il mondo è palestra) (Teleuniverso/Telemia/Brixia Channel/Calabria Sona, 2020-2021)
- Casa Marcello Night (Teleuniverso/Telemia/Brixia Channel/Calabria Sona, 2020-2021)
- Ricette stellate Italy (Alma TV, 2021)
- Chef in campo (Alma TV, 2021)
- All Together Now - La musica è cambiata (Canale 5, 2021)
- All Together Now Kids (Canale 5, 2021)
- Se ti senti veramente un amico show (tivùsat ch55/Sky ch823/Gold TV/Lazio TV, 2022-2023)
- BellaMa' (rubrica Tutti in tuta) (Rai 2, 2023-2024)
- Sclerosi multipla (spot tv nazionali e web) - regia Mirko Mascioli

## Filmografia

### Attrice
- Very Strong Family 7 – sitcom (2001)
- 50000 passi, regia di Michelangelo Gratton (2020)

#### Documentari
- Storie straordinariamente normali - Annalisa Minetti, regia di Michelangelo Gratton (2021)

#### Cortometraggi
- The Perfect Machine, regia di Alberto Nacci (2011)
- Alcolista per sopportazione, regia di Antonio Zitiello (2014)

### Regista
- Déjà vu (2022)

## Doppiaggio
- Yo-Rhad - Un amico dallo spazio, regia di Vittorio Rambaldi e Camillo Teti (2005) - doppia Iris

## Musical
- Beatrice & Isidoro, regia di Franco Miseria e Maurizio Colombi (2000-2001) - ruolo: Beatrice

## Libri
- 2012 - Iride. Veloce come il vento
- 2017 - Io rinasco
- 2017 - Motivazionario (collana di 12 libri)[87]
- 2022 - L'ultimo carosello (scritto insieme a Manuela Villa)

Prefazioni
- 2020 - Continua a correre - un'incredibile storia vera di Emiliano Malagoli

Postfazioni
- 2024 - Guardami - La bellezza dal mio punto di vista pubblicato di AA.VV. (Edizioni Pendragon)

## Web
- 2020/2021 - Casa Marcello di Marcello Cirillo (+ rubrica fitness Tutto il mondo è palestra)
- 2020/2021 - Casa Marcello Night di Marcello Cirillo